# Aiwang
Król Ai z dynastii Zhou (chiń 周哀王; pinyin: Zhōu Āi Wáng) – dwudziesty dziewiąty władca tej dynastii i siedemnasty ze wschodniej linii dynastii Zhou. Rządził w roku 441 p.n.e. Jego następcą został jego brat, Siwang.